# Trường Đại học Văn hóa Thành phố Hồ Chí Minh
Trường Đại học Văn hóa Thành phố Hồ Chí Minh (tên gọi quốc tế: Ho Chi Minh City University of Culture, viết tắt: HCMUC) là cơ sở giáo dục đại học công lập, trực thuộc Bộ Văn hóa, Thể thao và Du lịch, do Bộ Giáo dục và Đào tạo quản lý về đào tạo, đào tạo và nghiên cứu khoa học các lĩnh vực: văn hóa, nghệ thuật, thông tin, truyền thông và du lịch. Trường Đại học Văn hóa TP. HCM là trường Đại học đầu tiên thuộc Bộ Văn hóa, Thể thao và Du lịch đạt chuẩn kiểm định chất lượng giáo dục theo tiêu chuẩn mới của Bộ Giáo dục và Đào tạo.

## Lịch sử
Trường Đại học Văn hoá Thành phố Hồ Chí Minh tiền thân là Trường Nghiệp vụ Văn hoá Thông tin (đào tạo bậc trung học) thành lập ngày 03/01/1976 theo quyết định của Bộ Văn hoá - Thông tin Chính phủ Cách mạng lâm thời miền Nam Việt Nam.
Ngày 30/08/1976, theo quyết định số 110/VH-QĐ của Bộ trưởng Bộ Văn hoá Trường đổi tên thành Trường Lý luận và Nghiệp vụ II.
Ngày 19/09/1981, theo quyết định số 121/VH-QĐ của Bộ trưởng Bộ Văn hoá Trường được đổi tên thành Trường Văn hoá tại Thành phố Hồ Chí Minh.
Ngày 10/07/1998 theo Quyết định số 124/QĐ-TTg Chính phủ quyết định nâng cấp thành Trường Cao đẳng Văn hoá Thành phố Hồ Chí Minh.
Đến năm 2005, trường Cao đẳng Văn hoá Thành phố Hồ Chí Minh được nâng cấp thành trường Đại học với tên gọi hiện nay.

## Các vị hiệu trưởng của Nhà trường
| STT | Hiệu trưởng qua các thời kỳ | Thời gian đương nhiệm |
| --- | --------------------------- | --------------------- |
| 1   | Thầy Vũ Tùng Quốc           | 1976 - 1981           |
| 2   | Thầy Nguyễn Minh Trai       | 1981 - 1983           |
| 3   | Thầy Lê Thọ                 | 1983 - 1987           |
| 4   | Cô Nguyễn Ngọc Ảnh          | 1987 - 1993           |
| 5   | Thầy Trần Trung Chính       | 1993 - 1998           |
| 6   | Thầy Trần Văn Ánh           | 1998 - 2011           |
| 7   | Cô Đỗ Ngọc Anh              | 2011 - 2016           |
| 8   | Thầy Nguyễn Thế Dũng        | 2016 - 2023           |
| 9   | Thầy Lâm Nhân               | 2023 - nay            |

## Cơ sở vật chất
Cơ sở vật chất của Trường Đại học Văn hoá TP. Hồ Chí Minh được đánh giá là khang trang, hiện đại, đáp ứng tốt nhu cầu học tập và sinh hoạt của sinh viên. Trường hiện tại có hai cơ sở đào tạo gồm:
- Cơ sở 1: số 51 Quốc Hương, phường Thảo Điền, thành phố Thủ Đức bao gồm: Khu hiệu bộ, Khu nhà học lý thuyết, Khu nhà học thực hành, Trung tâm Thông tin - Thư viện.
- Cơ sở 2: số 288, Đỗ Xuân Hợp, phường Phước Long A, thành phố Thủ Đức bao gồm: Khu nhà học lý thuyết, Khu liên kết đào tạo với nước ngoài, khu Liên hợp thể thao sinh viên, Nhà văn hoá, Thư viện, Ký túc xá trung tâm (2000 chỗ). Đầu năm học 2013 - 2014 và hiện tại đã được đưa vào sử dụng với tiện nghi đầy đủ đáp ứng nhu cầu của sinh viên.

## Thành tích
Với những thành quả đóng góp quan trọng của trường, Đảng và Nhà nước đã trao tặng cho Trường Đại học Văn hoá Thành phố Hồ Chí Minh các phần thưởng cao quý:
- Huân chương Lao động hạng Ba năm 1991
- Huân chương Lao động hạng Nhì năm 1996
- Huân chương Lao động hạng Nhì lần thứ hai năm 2001
- Huân chương lao động hạng Nhất năm 2006
- Huân chương độc lập hạng Ba năm 2011
- Huân chương hữu nghị của Chủ tịch nước CHDCND Lào năm 2012
- Huân chương lao động hạng Nhất lần thứ hai năm 2016
- Cờ thi đua của Chính phủ năm 2019 và nhiều phần thưởng cao quý khác
- Đạt chuẩn kiểm định chất lượng giáo dục theo Thông tư 12/2017/TT-BGDĐT ban hành ngày 19/5/2017 của Bộ Giáo dục và Đào tạo.

## Các Khoa, Bộ môn
- Khoa Quản lý văn hoá, nghệ thuật
- Khoa Di sản văn hoá
- Khoa Văn hoá Dân tộc thiểu số
- Khoa Văn hoá học
- Khoa Du lịch
- Khoa Truyền thông
- Khoa Xuất bản, Phát hành
- Khoa Thông tin, Thư viện
- Khoa Kiến thức cơ bản
- Bộ phận Sau đại học
- Bộ phận Tại chức

## Các ngành đào tạo
- Thông tin, Thư viện
- Di sản văn hoá: 
  - Di sản và Phát triển du lịch
  - Di sản và Bảo tàng
- Quản lý văn hoá, nghệ thuật: 
  - Quản lý hoạt động văn hoá xã hội 
  - Tổ chức, dàn dựng chương trình văn hoá nghệ thuật 
  - Tổ chức sự kiện văn hoá, thể thao và du lịch
- Văn hoá học:
  - Văn hoá Việt Nam 
  - Công nghiệp Văn hoá
  - Truyền thông Văn hoá
- Du lịch:
  - Du lịch
- Quản trị dịch vụ du lịch và lữ hành: 
  - Quản trị lữ hành
  - Hướng dẫn du lịch
- Văn hoá Dân tộc thiểu số Việt Nam
- Xuất bản, Phát hành: 
  - Kinh doanh xuất bản phẩm

## Các trung tâm
- Trung tâm Thông tin, Thư viên
- Trung tâm Ngoại ngữ, Tin học
- Viện Nghiên cứu Ứng dụng Văn hóa Nam Bộ
- Tạp chí Văn hóa và Nguồn lực

## Các Phòng, Ban
- Bộ phận Đào tạo
- Bộ phận Quản lý Khoa học và Hợp tác quốc tế
- Phòng Khảo thí và Đảm bảo chất lượng giáo dục
- Phòng Công tác sinh viên
- Bộ phận Tổ chức cán bộ
- Phòng Hành chính, Tổng hợp
- Bộ phận Tài vụ
- Ban Quản lý Ký túc xá